# پرشاید
پرشاید (به آلمانی: Perscheid) یک شهر در آلمان است که در راین-هونسروک واقع شده‌است. پرشاید ۳۹۳ نفر جمعیت دارد.